# سفیدک داخلی
سفیدک داخلی (Pseudoperonospora cubensis (Berk. & Curt). Rostow) از بیماری‌های گیاهان است.
نشانه‌های بیماری سفیدک داخلی متغیر است. اولین علائم حالت موزائیکی برگهاست. بدین ترتیب که مناطق سبز کمرنگ به وسیله مناطق سبز تیره جدا می‌شوند. بزودی مناطق سبز کمرنگ به زردی گرائیده و بوسیله رگبرگ‌ها محدود می‌گردند.
در آب و هوای مرطوب در سطح زیر برگ در مقابل لکه‌ها یک لایه از بار قارچ به رنگ ارغوانی ظاهر می‌شود. گاه‌گاهی رنگ ارغوانی کمرنگ‌تر می‌گردد و رنگ آنها از سفید تا سیاه تغییر می‌یابد. برگ‌ها سریعاً می‌میرند. معمولاً برگ‌های مرکز بوته در ابتدا تحت تاثیر قرار می‌گیرد. ابتدا علائم در روی برگ‌های جوان ظاهر شده سپس بیشتر برگ‌ها می‌میرند. میوه‌ها به ندرت تحت تاثیر مستقیم قرار می‌گیرند، اما ممکن است قدری کوچک مانده، طعم خوبی نداشته باشند.

## پیشینه
سفیدک داخلی اولین بار در کوبا در سال ۱۹۶۸ و ۲۰ سال بعد از ژاپن گزارش گردید و سپس بیماری در هر نقطه از دنیا که رطوبت برای ایجاد آلودگی کافی و دما تقریباً بالادست گزارش شده است. بیماری فقط به اعضاء گیاهان خانواده کدوئیان که بیشتر کشت می‌شوند حمله می‌کنند، اما این بیماری می‌تواند به خیار وحشی و تعداد کمی از علف‌های هرز نیز حمله کند. در ایران این بیماری در سال ۱۳۴۳ توسط اسکندری روی خیار در مزارع گیلان و مازندران مشاهده شده و تاکنون وجود آن در سرتاسر مناطق گیلان و مازندران به ثبوت رسیده است و ضمناً در مزارع بندرعباس، جیرفت و همچنین در منطقه گرگان دیده شده است. این بیماری در آذرماه ۱۳۷۳ در گلخانه‌های کشت خیار منطقه پاکدشت ورامین مشاهده شده و خسارت آن در بعضی از گلخانه‌ها حدود ۱۰۰ درصد برآورد گردیده است.